# Ларрабі (Айова)
Ларрабі (англ. Larrabee) — місто (англ. city) в США, в окрузі Черокі штату Айова. Населення — 123 особи (2020).

## Географія
Ларрабі розташоване за координатами 42°51′42″ пн. ш. 95°32′41″ зх. д. / 42.86167° пн. ш. 95.54472° зх. д. (42.861571, -95.544610).  За даними Бюро перепису населення США в 2010 році місто мало площу 0,32 км², уся площа — суходіл. В 2017 році площа становила 0,34 км², уся площа — суходіл.

## Демографія
Згідно з переписом 2010 року, у місті мешкали 132 особи в 62 домогосподарствах у складі 38 родин. Густота населення становила 412 особи/км².  Було 71 помешкання (221/км²).
Расовий склад населення:
| - 97,7 % — білих - 2,3 % — чорних або афроамериканців |

До двох чи більше рас належало 0,0 %. Частка іспаномовних становила 4,5 % від усіх жителів.
За віковим діапазоном населення розподілялося таким чином: 20,5 % — особи молодші 18 років, 65,1 % — особи у віці 18—64 років, 14,4 % — особи у віці 65 років та старші. Медіана віку мешканця становила 45,5 року. На 100 осіб жіночої статі у місті припадало 100,0 чоловіків;  на 100 жінок у віці від 18 років та старших — 118,8 чоловіків також старших 18 років.
Середній дохід на одне домашнє господарство  становив 43 906 доларів США (медіана — 39 545), а середній дохід на одну сім'ю — 42 060 доларів (медіана — 39 306). За межею бідності перебувало 25,1 % осіб, у тому числі 47,8 % дітей у віці до 18 років та 3,6 % осіб у віці 65 років та старших.
Цивільне працевлаштоване населення становило 89 осіб. Основні галузі зайнятості: освіта, охорона здоров'я та соціальна допомога — 30,3 %, виробництво — 19,1 %, роздрібна торгівля — 15,7 %.